# Zamach w Londynie (21 lipca 2005)
Zamach w Londynie 21 lipca 2005 – zamachy, które miały miejsce w Wielkiej Brytanii równo dwa tygodnie po eksplozjach w Londynie z 7 lipca, kiedy zginęły 52 osoby, a ponad 700 zostało rannych. W zamachu z 21 lipca nie było ofiar śmiertelnych, ranna była jedna osoba. Łącznie doszło do czterech wybuchów – trzy z nich na stacjach metra: Oval, Warren Street oraz Shepherd’s Bush. Czwarty wybuch miał miejsce w autobusie linii 26 na Hackney Road w północno-wschodnim Londynie.
Do zamachów przyznała się organizacja pod nazwą Brygady Abu Hafsa al-Masriego, ściśle związana z Al-Ka’idą Osamy bin Ladena. Bomby zdetonowane przez zamachowców samobójców w Londynie 7 lipca oraz ładunki podłożone w londyńskim metrze i autobusie miejskim 21 lipca wykonała ta sama osoba.

## Poszukiwania zamachowców
Po tygodniu poszukiwań londyńskiej policji udało się zatrzymać pierwszego z czterech sprawców, Yasina Hassana Omara. Dwa dni później brytyjskie siły bezpieczeństwa zatrzymały dwóch kolejnych poszukiwanych: 27-letniego Muktara Saida Ibrahima, podejrzanego o pozostawienie bomby w autobusie, i Ramziego Mohammeda, który podłożył ładunek na stacji metra Oval.
W tym samym dniu w Rzymie został zatrzymany czwarty sprawca zamachu. Włoska policja aresztowała obywatela Somalii Osmana Hussaina (znanego również pod nazwiskiem Hamdi Isaac), który pozostawił ładunek wybuchowy w metrze na stacji Shepherd’s Bush.